# Kfz-Kennzeichen (Guinea-Bissau)
Guinea-Bissauische Kfz-Kennzeichen sind weiß mit schwarzer Schrift. 

Guinea-Bissauisches Kfz-Kennzeichen

## Aufbau
Guinea-Bissauische Kennzeichen bestehen seit 1989 aus zwei Buchstaben für die Region und seit 1974 aus einer bis zu vierstelligen Zahl.
Links oben ist die Flagge Guinea-Bissaus, darunter das Nationalitätszeichen RGB.